# AB Sture Ljungdahl
AB Sture Ljungdahl startade 1915 som AB Sture Ljungdahl & Co i Nybro av Sture Ljungdahl och drev både en bokhandel i Nybro och tillverkning av brevpapper och kuvert.
År 1931 avskildes bokhandeln som ett särskilt bolag. År 1937 startade systerföretaget AB Nybro Wellkartong. Sture Ljungdahl var verkställande direktör i Ljungdahls till 1953, då han efterträddes av sin äldste son Anders Ljungdahl (född 1904).
Företaget var 1981 Europas tredje, och Sveriges största, kuverttillverkare. Det hade som mest omkring 800 anställda. Företaget var då ett familjeföretag, som majoritetsägdes av medlemmar av familjen Ljungdahl, fram till omkring 1987, då det såldes till Munksjö AB. Det såldes vidare till kuverttillverkaren Bong AB i Kristianstad 1997.